# Karl Kallin
Karl Paulus Kallin, född den 11 mars 1880, död den 15 augusti 1960 i Skarpnäcks församling i Stockholm, var en svensk musiker.
Kallin var i grunden militärmusiker och började sin karriär som sådan vid Värmlands fältjägarkår samt senare vid Vaxholms grenadjärregemente. Efter att ha avlagt examen som musikdirektör blev han först soloklarinettist vid Svea artilleriregemente och 1921 musikdirektör vid Vendes artilleriregemente, vilket han förblev till sin pensionering. 
Vid sidan av sin verksamhet inom det militära hade Kallin även ett flertal olika uppdrag inom det civila musiklivet. Han var bland annat dirigent för Kristianstads orkesterförening samt under perioden 1928–1950 ledare för Spårvägsmännens musikkår i Stockholm. Vidare hade han förtroendeuppdrag inom Svenska musikerförbundet. Enligt Svensk filmdatabas var han även stumfilmsmusiker och medlem av SF-orkestern 1931–1938.

## Filmografi
- 1933 – Giftasvuxna döttrar – musiker på dansrestaurangen